# 1815 en photographie
| Années de la photographie : 1812 - 1813 - 1814 - 1815 - 1816 - 1817 - 1818    |
| Décennies de la photographie : 1780 - 1790 - 1800 - 1810 - 1820 - 1830 - 1840 |

Cet article présente les faits marquants de l'année 1815 en photographie.

## Naissances
- 18 janvier : Warren de la Rue, astronome et chimiste britannique, connu pour son travail dans le domaine de la photographie astronomique, mort le 19 avril 1889.
- 25 janvier : Bertha Beckmann, photographe allemande, morte le 6 décembre 1901.
- 5 février : Charles Paturel, peintre et photographe français, mort le 20 juillet 1887.
- 13 février : Charles-Isidore Choiselat, photographe français, mort le 20 décembre 1858.
- 23 février : Franz Antoine, botaniste et photographe amateur autrichien, mort le 11 mars 1886.
- 11 juin : Julia Margaret Cameron, photographe britannique, morte le 26 janvier 1879.
- 12 juin : James Valentine, lithographe et photographe écossais, mort le 19 juin 1879.
- 14 août : Alois Löcherer, photographe allemand actif en Bavière, mort le 15 juillet 1862.
- 23 août : Jules Raudnitz, photographe français, mort le 26 mai 1899.
- 13 novembre : Jacques-Eugène Feyen, peintre et photographe français, mort le 24 juillet 1908.
- 21 décembre : Paul Chappuis, entrepreneur et photographe français, actif en Angleterre, mort le 20 mai 1887.
- Date précise non renseignée ou inconnue :
  - Isaac Rehn, peintre et photographe américain, mort en 1883.